# Sphaerodactylus macrolepis
Espèce
Synonymes
- Sphaerodactylus imbricatus Fischer, 1881
- Sphaerodactylus grandisquamis Stejneger, 1904
- Sphaerodactylus danforthi Grant, 1931
- Sphaerodactylus ateles Thomas & Schwartz, 1966

Sphaerodactylus macrolepis est une espèce de geckos de la famille des Sphaerodactylidae.

## Répartition
Cette espèce se rencontre :
- dans le banc de Porto Rico sur les îles de Isla Verde, de Vieques et de Isla Pineros ;
- au Panama ;
- dans les îles de Sainte-Croix, de Saint John, de Water Island et de Saint Thomas dans les îles Vierges des États-Unis ;
- dans les îles de Virgin Gorda, d'Anegada et de Tortola dans les îles Vierges britanniques ;
- sur l'île d'Anguilla ;
- sur l'île de Saint-Martin ainsi que sur l'île Tintamarre ;

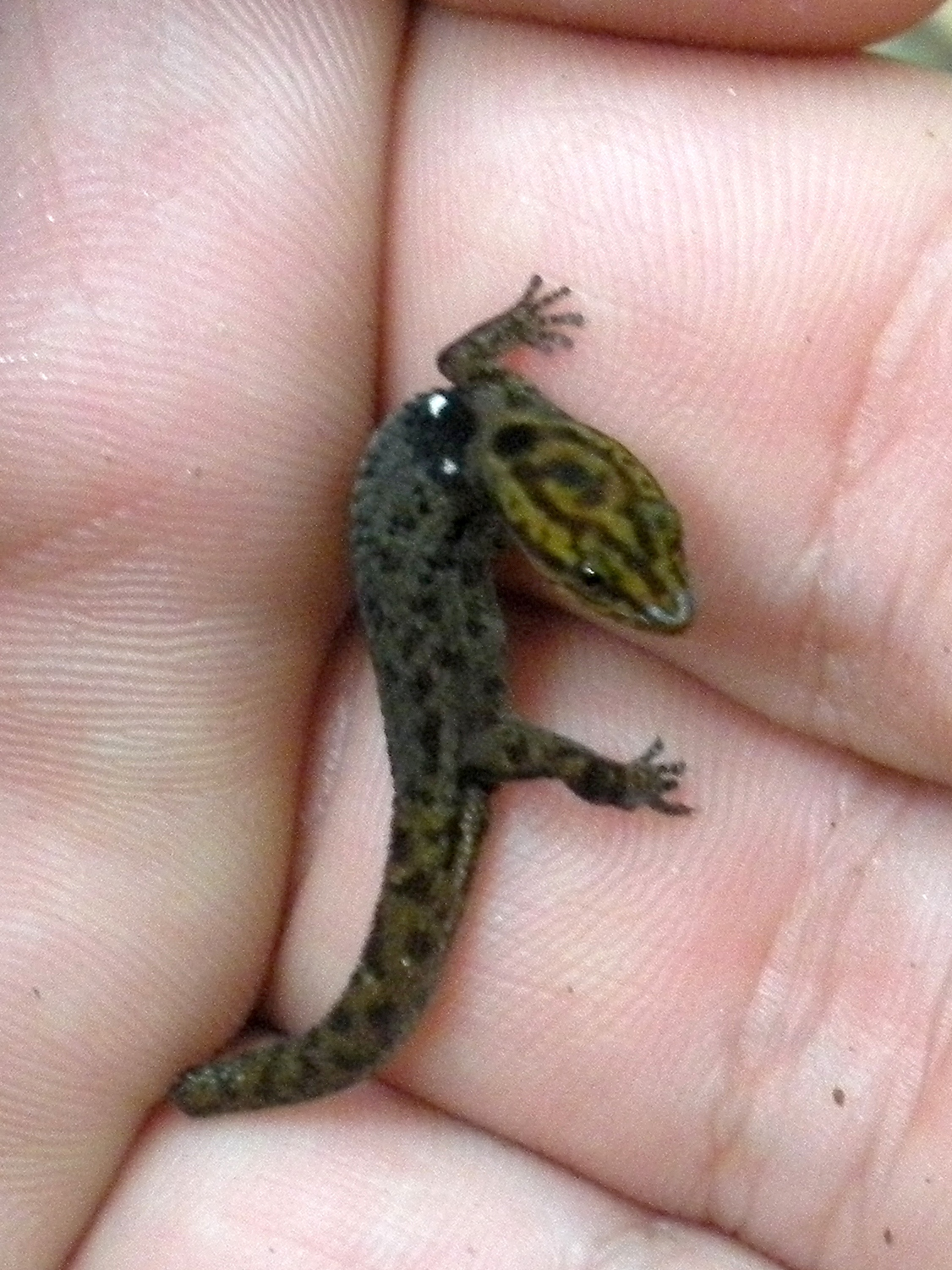

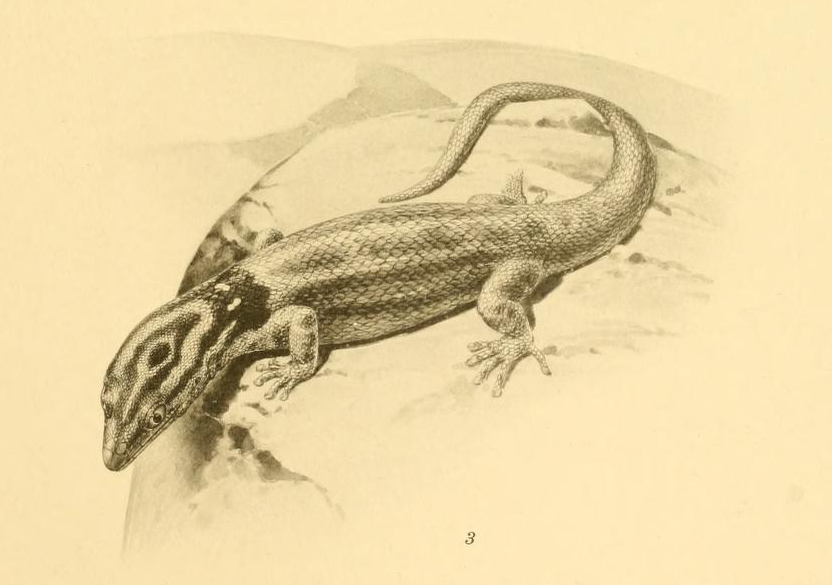

- sur l'île de Saint-Barthélemy ;
- aux Bahamas.

## Description
C'est un gecko nocturne, terrestre et insectivore.

## Liste des sous-espèces
Selon The Reptile Database (20 juin 2012) :
- Sphaerodactylus macrolepis ateles Thomas & Schwartz, 1966
- Sphaerodactylus macrolepis grandisquamis Stejneger, 1904
- Sphaerodactylus macrolepis guarionex Thomas & Schwartz, 1966
- Sphaerodactylus macrolepis inigoi Thomas & Schwartz, 1966
- Sphaerodactylus macrolepis macrolepis Günther, 1859
- Sphaerodactylus macrolepis mimetes Thomas & Schwartz, 1966
- Sphaerodactylus macrolepis phoberus Thomas & Schwartz, 1966
- Sphaerodactylus macrolepis spanius Thomas & Schwartz, 1966
- Sphaerodactylus macrolepis stibarus Thomas & Schwartz, 1966

## Publications originales
- Günther, 1859 : On the reptiles from St. Croix, West Indies, collected by Messrs, A. and B. Newton. The Annals and Magazine of Natural History, ser. 3, vol. 4, p. 209-217 (texte intégral).
- Stejneger, 1904 : The herpetology of Porto Rico. Annual Report of the United States National Museum for 1902, p. 549-724 (texte intégral).
- Thomas & Schwartz, 1966 : Sphaerodactylus (Gekkonidae) in the greater Puerto Rico region. Bulletin of the Florida State Museum, Biological Sciences, vol. 10, p. 193-260 (texte intégral).